# Holocentropus operarius
Holocentropus operarius là một loài Trichoptera hóa thạch trong họ Polycentropodidae.